# Styding
Styding er en landsby i Sønderjylland med 216 indbyggere  (2024). Styding er beliggende ved Primærrute 47 mellem Vojens og Hammelev, ni kilometer vest for Haderslev. Byen tilhører Haderslev Kommune.
Haderslevbanen passerer gennem byen parallelt med og umiddelbart nord for hovedvejen.
Den hører til Hammelev Sogn.
- Jernbanens holdested i Styding